# Хемау
Хемау (нем. Hemau) — город и городская община в Германии, в земле Бавария. 
Подчинён административному округу Верхний Пфальц. Входит в состав района Регенсбург.  Население составляет 8524 человека (на 31 декабря 2010 года). Занимает площадь 122,46 км². Официальный код  —  09 3 75 148.
Город подразделяется на 13 городских районов.

## Население
По оценке на 31 декабря 2015 года население общины Хемау составляет 8908 чел. 

| Дата      | 1840 | 1871 | 1900 | 1925 | 1939 | 1950 | 1961 | 1970 | 1987 | 2011 |
| --------- | ---- | ---- | ---- | ---- | ---- | ---- | ---- | ---- | ---- | ---- |
| Население | 4464 | 4627 | 4785 | 5345 | 5373 | 6832 | 5804 | 6800 | 6751 | 8454 |

| Год       | 1960 | 1970 | 1980 | 1990 | 2000 | 2009 | 2010 | 2011 | 2012 | 2013 | 2014 | 2015 |
| --------- | ---- | ---- | ---- | ---- | ---- | ---- | ---- | ---- | ---- | ---- | ---- | ---- |
| Население | 5831 | 6824 | 6748 | 6998 | 8518 | 8511 | 8524 | 8503 | 8529 | 8610 | 8741 | 8908 |